# Bymainiella monteithi
Bymainiella monteithi es una especie de Arachnida del género Bymainiella, de la familia Hexathelidae, del orden de las arañas.

## Distribución
Bymainiella monteithi es una de las especies que se distribuye con endemismo en el sur de Australia (Queensland, New South Wales).

## Taxonomía
Fue descrita científicamente por el aracnólogo australiano Robert John Raven en 1978. 
Tratamiento taxonómico
La especie aparece registrada y publicada en Australian Journal of Zoology Supplementary Series, número 65, entre las páginas 1 y 75 (1978).